# نيفاشا
نَيْفاشا هي مدينة اقتصادية في كينيا تقع على بحيرة نيفاشا في الشمال الغربي. و إحدى أكبر مدن محافظة الوادي المتصدع. وُقِّعَت في المدينة عام 2005 إتفاقية السلام الشامل الّتي أنهت عشرين عاماً من الحرب الأهلية في السودان.